# Ibb

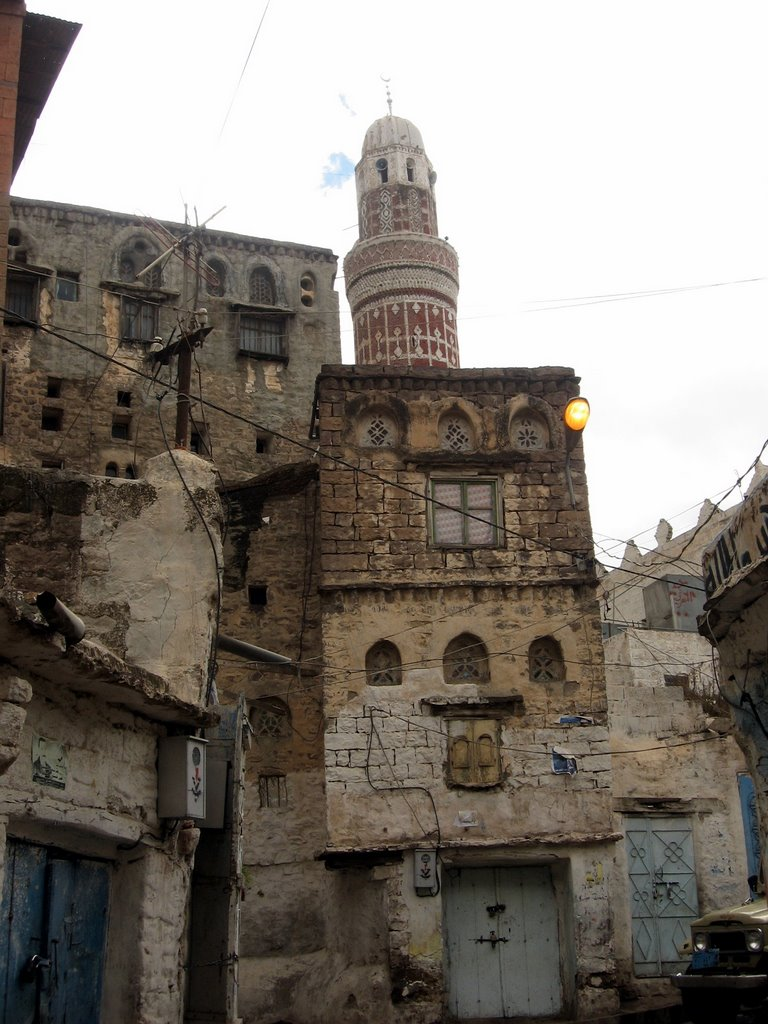
Stadsmiljö i Ibb.

Ibb (arabiska إب) är en stad i Jemen, och är huvudort för provinsen med samma namn.
Staden är belägen på en bergrygg i Jabal Shamahi, cirka 2 300 meter över havet, och är centrum i ett fruktsamt jordbruksdistrikt med odling av spannmål, frukt, grönsaker, kaffe och khat. Stadsbilden är målerisk, med tjocka stadsmurar, omkring sextio moskéer och flervåningshus typiska för den traditionella jemenitiska stadsarkitekturen. Staden utsattes för en jordbävning 1982.